# Strabomantis helonotus
Strabomantis helonotus är en groddjursart som först beskrevs av Lynch 1975.  Strabomantis helonotus ingår i släktet Strabomantis och familjen Strabomantidae. IUCN kategoriserar arten globalt som akut hotad. Inga underarter finns listade i Catalogue of Life.